# Shuhrat Safin
Shuhrat Safin (* 3. April 1970 in Samarqand; † 20. September 2009 ebenda) war ein usbekischer Schachspieler. 

## Leben
Den Titel Schachgroßmeister erhielt er 1999. Seine höchste Elo-Zahl war 2542 im Oktober 2002. Von Juli 2001 bis März 2002 lag er hinter Rustam Kasimjanov auf dem zweiten Platz der usbekischen Elo-Rangliste.
Beim Zonenturnier 2001 von Taschkent belegte er hinter Pawel Kozur den zweiten Platz, bei der anschließenden FIDE-Weltmeisterschaft in Moskau schied er jedoch in der ersten Runde mit 0,5:1,5 gegen Predrag Nikolić aus. Die usbekische Einzelmeisterschaft gewann er in Taschkent im selben Jahr. 2002 gewann er die offene niederländische Meisterschaft in Dieren.
Für die usbekische Nationalmannschaft spielte bei fünf Schacholympiaden (1996, 1998, 2000, 2002 und 2008), der Mannschaftsweltmeisterschaft 2001 und zweimal bei der Asienmeisterschaft (1995 und 2003). Bei der Asienmeisterschaft 1995 in Singapur erhielt er eine individuelle Silbermedaille für sein Ergebnis von 4,5 Punkten aus 6 Partien am vierten Brett, die usbekische Mannschaft erreichte den dritten Platz. Vereinsschach spielte er für den usbekischen Verein Chirchiq Chess. Mit diesem nahm er am Asian Club Chess Cup 2008 in al-Ain teil und erreichte mit 6 aus 7 das zweitbeste Einzelergebnis aller Teilnehmer am vierten Brett bei einer Elo-Leistung von 2673.
Shuhrat Safin ist der Vater von zwei Söhnen und einer Tochter. Er starb 39-jährig an Leukämie.